# اندیس کم سفید ۲
کم سفید ۲ یک اندیس فلزی است که در حوالی شهر دورکان استان کرمان قرار دارد و مادهٔ معدنی موجود در آن، مس است.سنگ میزبان این اندیس داسیت ، آندزیت پورفیری است و دیرینگی آن به دوران کرتاسه می‌رسد. در این اندیس، پاراژنز‌های پیریت ، مالاکیت ، گوتیت ، کلسیت یافت می‌شوند.